# Steve Sem-Sandberg
Steve Sem-Sandberg, född 16 augusti 1958 i Oslo, är en svensk författare, kritiker och översättare.
Steve Sem-Sandberg debuterade som romanförfattare vid 18 års ålder 1976 och gav under 1970-talet ut en handfull romaner samt översatte andra författares verk, innan han 1987 åter debuterade som romanförfattare. Denna andra debut är den han ser som sin egentliga debut. Han är bland annat känd för sina tre löst sammanhängande romaner Theres, Allt förgängligt är bara en bild och Ravensbrück samt för dokumentärromanen De fattiga i Łódź. Förutom romaner skriver Sem-Sandberg essäer, reportage och radiodramatik, och han har även översatt verk av bland andra John Berger och Jon Fosse.
Steve Sem-Sandberg har genom åren mottagit åtskilliga priser och utmärkelser för sitt författarskap, bland andra De Nios Stora Pris och Augustpriset 2009. 2013 var han nominerad för det prestigefyllda Jan Michalski Prize for Literature och för IMPAC Dublin Foregin Fiction Award. När hans roman De utvalda publicerades i Sverige, 2014, blev även den nominerad för Augustpriset. 2015 vann han dessutom franska tidningen Transfuges pris för bästa utländska pocketbok. Hans böcker finns översatta till ett 30-tal språk världen över.
I november 2016 mottog Sem-Sandberg det franska litteraturpriset "Prix Médicis étranger" för romanen De utvalda. Det är hittills andra gången en svensk författare erhållit detta prestigefyllda pris för bästa till franska översatta roman sedan det instiftades 1970. Samma år tilldelades  De utvalda även ”Prix Transfuge” för årets bästa europeiska roman.
Steve Sem-Sandberg invaldes i Svenska Akademien 13 oktober 2020 och tog sitt inträde 15 april 2021. Där efterträdde han Kristina Lugn på stol 14. Från och med oktober 2021 sitter han i Akademiens Nobelkommitté.

## Biografi
Steve Sem-Sandbergs förnamn, som uttalas på engelskt manér, skall påminna om hans norska föräldrars goda år i USA. De flyttade från Oslo till USA 1953 och vidare till Sverige 1958, samma år som Steve Sem-Sandberg föddes. Han växte upp i Vendelsömalm, och gick på Franska skolan i Stockholm. Som ung arbetade han på LM Ericssons företagsbibliotek i Stockholm med att registrera teknisk litteratur. Även hans far var tjänsteman på företaget. Han var anställd på Svenska Dagbladet 1995–2008, bland annat som understrecketredaktör, biträdande (administrativ) kulturchef och senare debattredaktör. 
Sedan 2008 är han litteraturkritiker på Dagens Nyheter.
Under arbetet med Ravensbrück bodde han flera år i Prag, och under skrivandet av De fattiga i Łódź bodde han i Wien.

## Författarskap
Steve Sem-Sandbergs författarskap har från slutet av 1990-talet kännetecknas av att han ger upphov till fler frågor än entydiga svar på varför den historiska person han skildrar handlade som den gjorde. Så arbetar han i Theres från 1996 och så arbetar han i De fattiga i Łódź från 2009. De skildrade personerna har fastnat i ett sammanhang där deras handlingar och val får förödande konsekvenser för många medmänniskor. 
Utforskandet av moraliska och existentiella frågor löper ända sedan De ansiktslösa från 1987 som en röd tråd genom författarskapet.

### Ungdomsdebut
Steve Sem-Sandberg debuterade som romanförfattare redan 1976 med de båda science fiction-romanerna Sländornas värld, 
och Sökare i dödsskuggan, båda utgivna på Bokàd förlag.
Året därpå kom Menageriet som en del i Delta science fictions utgivning. 
Nästa roman, Carina: en kärleksroman (1978) från Bokàd, tar steget från science fiction, 
medan novellantologin Vilse, som han skrev tillsammans med Bertil Mårtensson, gavs ut av Skandinavisk förening för science fiction 1979. 
Samma år, 1979, utkom Glasets färger på Lindfors förlag, 
och året därpå gav Optima förlag ut de båda Stilleben: en berättelse, med illustrationer av Kristina Högberg, 
och Flykt: en roman.
Dessa böcker ser författaren själv numera som ofärdiga ungdomsverk och betraktar De ansiktslösa, som utkom 1987, som sin egentliga debut.

### Kritik, essäer och reportage
I Steve Sem-Sandbergs författarskap har essän, reportaget och kritiken viktig plats. 
Under 1980-talet skrev han artiklar i tidskrifterna Vår Lösen och Vinduet om kvinnliga författarskap som Birgitta Trotzigs,
Marguerite Yourcenars 
och Katarina Frostensons. 
Tidskriften Ord&Bild publicerade 1988, inom temat Den urbana erfarenheten, hans artikel I en annan del av staden, baserad på ett föredrag om litterär postmodernism han samma år höll på Humanistiska föreningen i Stockholm. 
Så småningom gick han över från litteraturvetenskapliga till konstrelaterade ämnen i tidskrifter som Paletten 
och Konstnären; i sistnämnda tidskrift intervjuade han den då nye chefen för Moderna museet, Björn Springfeldt. 
År 1990 utkom essäsamlingen I en annan del av staden på Legenda, med essäer om bland andra H.G. Wells och D.H. Lawrence, 
och året därpå skrev han om könsroller och reklam i tidskriften 90-tal. 
Han debuterade i Bonniers litterära magasin, BLM, 1993 med en recension av Anders Cullheds Solens flykt, 
vilken snart följdes av en artikel om svenska författares reseskildringar i samma tidskrift.
Samma år bidrog han med Livrummets arkitektur : nedslag i åttiotalets svenska prosa i Norstedts antologi Att skriva sin tid. 
1995 återkom han till Birgitta Trotzig, då han porträtterade henne i Franska Institutets bok 14 écrivains suédois.
Hans intresse för science fiction-genren och dess formspråk beskrivs i Stjärnfall: om sf, tillsammans med Lars Jakobson och Ola Larsmo (2003).
Ett återkommande tema i Sem-Sandbergs författarskap är Östeuropa och östeuropeisk litteratur. Den kluvna spegeln: en resa genom det andra Europa, utgiven 1991 på Legenda, skildrar flera länder i Östeuropa efter kommunismens fall.
Prag (no exit) (2002) är en samling essäer från staden där Sem-Sandberg bodde under flera år.

### Prisbelönta dokumentärromaner
Med De ansiktslösa från 1987, utgiven på Legenda, lyftes han fram som en av sin generations viktigaste författare,
men det skulle ändå dröja till 1996 och romanen Theres innan han helt slog igenom. 
Däremellan hann han skriva En lektion i pardans, utgiven 1993 på Natur & Kultur, där han återigen ger sig i kast med kärleksrelationen som tema.
Theres, Allt förgängligt är bara en bild och Ravensbrück är romaner som kan läsas fristående, men som tillsammans bildar en trilogi utifrån de tre kvinnoödena Ulrike Meinhof, Lou Andreas-Salomé och Milena Jesenská. 
Vad som förenar de tre romanerna är en fokusering på människans instängdhet: i olika psykologiska eller politiska roller, i historiska omständigheter.[källa behövs] 
En liknande stämning präglar romanen Härifrån till allmänningen (2005), som dock på ett betydligt mer lekfullt sätt skildrar ett antal människoöden i en Stockholmsförort under sent sextiotal och tidigt sjuttiotal.
Theres, som gavs ut 1996 på Bonniers förlag, handlar om den västtyska journalisten Ulrike Meinhof som vid tiden för studentrevolten 1968 engagerar sig i terroristgruppen Röda armé-fraktionen (RAF). 
Romanen hyllades både för ämnets behandling och dess form; den består av dokumentärt material blandat med fiktion presenterat som i en klippbok. 1970-talets stämning och sätt att tänka framträder, liksom Meinhofs inre resa. Sem-Sandberg ger dock inte något definitivt svar på vem hon var eller vad som fick henne att ta steget att bli terrorist.
Theres sattes 2000 upp som teaterpjäs i regi av Åsa Kalmér på Teater Galeasen. Romanen ingår också i volymen Tusen svenska klassiker (2009)
Steve Sem-Sandbergs internationella genombrott som författare kom med de båda romanerna De fattiga i Lódz (2009) och De utvalda (2014). Båda romanerna Augustprisnominerades (De fattiga i Lódz vann Augustpriset 2009) och har tillsammans översatts till mer än trettio olika språk: en av de största framgångarna för svensk samtida skönlitteratur utomlands någonsin. I de två romanerna fortsätter Sem-Sandberg ett arbete på dokumentär grund - båda romanerna baseras sig på ett rikt och vid tillfället inte av en större allmänhet känt historiskt material - och bygger på denna dokumentära grund brett anlagda episka romaner karaktäriserade av ett språk som blandar historisk inlevelse, poetisk form och uttrycksvilja med solida fakta. Till detta kommer ett rikt persongalleri vars handlingar fokuserar frånvaron av eller nödvändigheten av moralisk handlingskraft när detta behov är som störst. Sem-Sandbergs romaner och hans rika, inte sällan groteskt utformade, persongalleri har särskilt av brittiska, men även av franska, kritiker kommit att jämföras med Charles Dickens romankonst.
De fattiga i Lódz
Romanen De fattiga i Lódz utspelar sig i det judiska gettot i Lódz under den tyska ockupationen av Polen under andra världskriget. Boken baserar sig, utöver efterlevandes vittnesbörd, i mycket på den 3 000 sidor långa krönika som skrevs inifrån gettot av anställda på dess arkivavdelning. Det rör sig om en helt unik dag-för-dag-skildring av de inspärrade som om de yttre krigshändelserna, liksom om det öde som väntade dem själva, visste mycket litet, men desto mera ingående, i minsta detalj, beskrev de händelser som i augusti 1944 skulle komma att leda till att hela gettot förintades. Die Ghetto-Chronik gavs ut i sin helhet i fem band av Wallstein Verlag i Tyskland först år 2007 efter en forskningsinsats som varat i över ett decennium. Tidigare hade bara bitar av den, cirka en femtedel, publicerats i hårt tuktad redigering, bland annat på engelska

De utvalda
De utvalda har av Sem-Sandberg flera gånger kallats en parallellberättelse till, spegel- eller till och med en spökversion av De fattiga i Lódz, tillkom under en snart decennielång vistelse i Wien och behandlar de år under andra världskriget då mentalsjukhuset Steinhof, från början ansett som förebildlig i vården av psykiatriskt sjuka, av nazisterna förvandlades till ett uppfostringshem och eutanasianstalt för de av de nazistiska rashygienikerna icke-önskade. Romanen skildrar i omväxlande förlopp dels en av de tvångsintagna, Adrian Ziegler, som upprepade gånger flyr från kliniken, och dels av en av de "vårdande" sköterskorna, Anna Katchenka, som utan att ha några som helst förbindelser till den nazistiska ideologin liksom ofrivilligt och mot bättre vetande dras in i den nazistiska mordapoaraten och blir ett av dess främsta redskap liksom ett av nyckelvittnena för friandet av de ytterst ansvariga eutanasiläkarna av vilka flera sedan kommer att inta upphöjda positioner i den österrikiska statsapparaten. Romanen väckte mycket uppseende i Tyskland och Österrike när den utkom där 2015 och den franska översättningen belönades 2016 med Prix Médicis Étranger, den främsta litterära utmärkelsen för en till franska översatt utländska roman..  
Stormen
Stormen (2016), är en till format och anspråk blygsammare roman än de tidigare. Med inspiration och vägledning av William Shakespeares sista pjäs med samma namn, och med understöd av några av den pjäsens centrala rollfigurer, berättar den en historia om makt, maktmissbruk, svek och kärlek under Quislingeran i Norge på 1940-talet. Centrala teman i Sem-Sandbergs författarskap, som fångenskap, frihet och moraliskt ansvar, återkommer, men romanen är också en delvis lyrisk minnesresa tillbaka, i fiktionens form, till författarens egen uppväxt på ön Nesøya i Oslofjorden. Stormen är under översättning till ett tiotal språk, däribland danska, isländska, tyska, engelska, franska, tjeckiska och polska.
Om Stormen skrev Expressens litteraturkritiker Hanna Nordenhök: "Kanske kommer Stormen att läsas som ett slags mellanstation mellan de stora berättelserna, en mindre historia i den större historiens svall, i dubbel mening. Det skulle i så fall bara bekräfta hur det ibland kan hända att just de där böckerna som liksom skrivs i ett stort författarskaps utkant, blir de som lyser starkast och mest säreget. Stormen är på sätt och vis precis den boken. Ett litet mästerverk, som också går att läsa som en poetik."
W. 
I augusti 2019 utkom romanen W., som utgår från den historiske gestalten Johann Christians Woyzeck som i en omtalad rättegång, i Leipzig i augusti 1824, döms och avrättas för mordet på änkan Johanna Christiania Woost som han begått i juni tre år dessförinnan och med vilken han en tid dessförinnan haft sexuellt samröre. Till dem som utnyttjade sig av rättegångsdokumenten och de rättsmedicinska utlåtanden som föregick dem hörde den tyske författaren Georg Büchner som baserade sitt sista, oavslutade verk, pjäsen Woyzeck, en av världslitteraturens mest spelade pjäser, på delvis samma material som Sem-Sandberg använder sig av för att rekonstruera barberar- och perukmakarsonens liv och gärningar. Romanen blev en stor kritikerframgång och nominerades samma år och nästa till såväl Augustpriset, Sveriges radios romanpris som Nordiska rådets litteraturpris. Den är hittills kontrakterad för utgivning i tolv länder.  
Jägarna i Armentières
Jägarna i Armentières (2020) består av fyra noveller som tillkom parallellt med arbetet med W. och som tar upp och vidareutvecklar olika teman som förekommer dels i romanen, dels i Georg Büchners övriga produktion. Den avslutande novellen ”Oberlin” är en variation på Büchners kända kortroman ”Lenz”.

## Priser och utmärkelser
- 1996 – Aftonbladets litteraturpris 1996[18]
- 2003 – Nominerad till Augustpriset för romanen Ravensbrück[61]
- 2003 – Nominerad till Nordiska rådets litteraturpris för romanen Ravensbrück[62]
- 2005 – Doblougska priset[63]
- 2007 – Sorescupriset (förste pristagare någonsin)[64][65]
- 2008 – Karl Vennbergs pris[66]
- 2009 – De Nios Stora Pris[67][68]
- 2009 – Augustpriset för De fattiga i Łódź[69]
- 2010 - Nominerad till Nordiska rådets litteraturpris för De fattiga i Łódź[70]
- 2010 – Kerstin M Lundberg-priset
- 2013 - Nominerad till Jan Michalski-priset (korta listan) för De fattiga i Łódź[71]
- 2014 - Albert Bonniers Stipendiefond för svenska författare för De utvalda [72]
- 2014 – Nominerad till Augustpriset för romanen De utvalda[73]
- 2016  - Prix Médicis étranger för romanen De utvalda (Les Élus)[74]
- 2016 - Gerard Bonniers pris, Svenska Akademien[75]
- 2018 - Natur och kulturs särskilda stipendium för goda litterära insatser[76]
- 2019 - Nominerad till Augustpriset för romanen W.[77]
- 2020 - Nominerad till Sveriges radios romanpris för romanen W.[78]
- 2020 - Nominerad till Nordiska rådets litteraturpris för romanen W.[79]
- 2020 - Eyvind Johnsonpriset för romanen W.[80]
- 2021 - Delblancpriset [81]
- 2024 - Stiftelsen Selma Lagerlöfs litteraturpris [82]